# Chancaní
Chancaní es una localidad del departamento Pocho, provincia de Córdoba, Argentina.
Se encuentra situada en el oeste provincial, y a 265 km de la Ciudad de Córdoba, sobre la RP E 51.
La principal actividad económica de la comuna es la ganadería, seguida de la explotación forestal.
En Chancaní se encuentra el parque y reserva natural Chancaní, que alberga numerosas especies arbóreas y de aves. Conecta mediante un enlace por alta montaña con Las Palmas y Salsacate, pasando por Los Túneles, donde comúnmente se realiza el avistaje a corta distancia del cóndor andino.

## Toponimia
El nombre proviene de la deformación del nombre de un cacique comechingon Changane. Posteriormente fue conocido como Rodeo Grande, luego tendría el nombre de capilla del Carmen, hasta finalmente volver a llamarse Chancaní.

## Historia

### Época colonial
En 1584, Diego de Funes, un conquistador español, recibe la encomienda de indios de Mogigasta en el valle de Salsacate. En esa época la zona estaba habitada por Comechingones, cuyas poblaciones se subdividían en parcialidades que funcionaban de manera independiente; Changane se denominaba el lugar que hoy es Chancaní. Aquí, Diego de Funes levantó casa, construyó acequias, plantó huertas y vides, instaló telares y erigió la primera capilla del oeste, empleando mano de obra indígena. En las últimas décadas del siglo XVI, los indígenas comenzaron a rebelarse antes los maltratos a los que eran sometidos por los conquistadores españoles, y en un enfrentamiento, Diego de Funes cayó abatido junto a su cuñado. Al castigo de los autores, el Cabildo de Córdoba envió a treinta hombres armados.

### Siglo XX
En la década del 1850 se construye una iglesia, al costado de la actual capilla Nuestra Señora del Carmen, la cual era de adobe, en honor a la Virgen del Carmen, la patrona del pueblo y de la capilla. 
Lo que hoy se conoce como plaza General de San José de San Martín, fue constituida como tal entre los años 1915 y 1920, años en que se le quitó el alambrado que la rodeaba y tomó posesión el estado del terreno. 
A fines de la década de 1930 se construye el primer hospital en Chancaní y se crea la primera escuela con estatuto jurídico del pueblo.
En la década de 1960, buscando solución al problema de la falta de agua, los pobladores construyeron el muro y el canal, que en conjunto sostienen y distribuyen el agua del Río Mermela, proveniente de la sierra, desviándola de su cauce natural hacia cisternas y represas para consumo humano.
Durante el mandato del primer interventor, en el año 1884 se crea la cisterna y acueductos en las principales calles del pueblo. 
El 26 de diciembre del año 1995 se inaugura la red de tendido eléctrico, traído desde El Potrero, un lugar sobre la sierra, y cuya fuente de energía está ubicada en Salsacate. 
El 4 de marzo del año 2004 se inaugura el nuevo edificio de la escuela de Chancaní, anexo del IPEM N.º 307 Villa Sarmiento, hoy IPEA N.º 354 Chancaní. 
El 29 de diciembre de 2012 se inaugura la antena de telefonía celular.

## Turismo

### Fiestas patronales

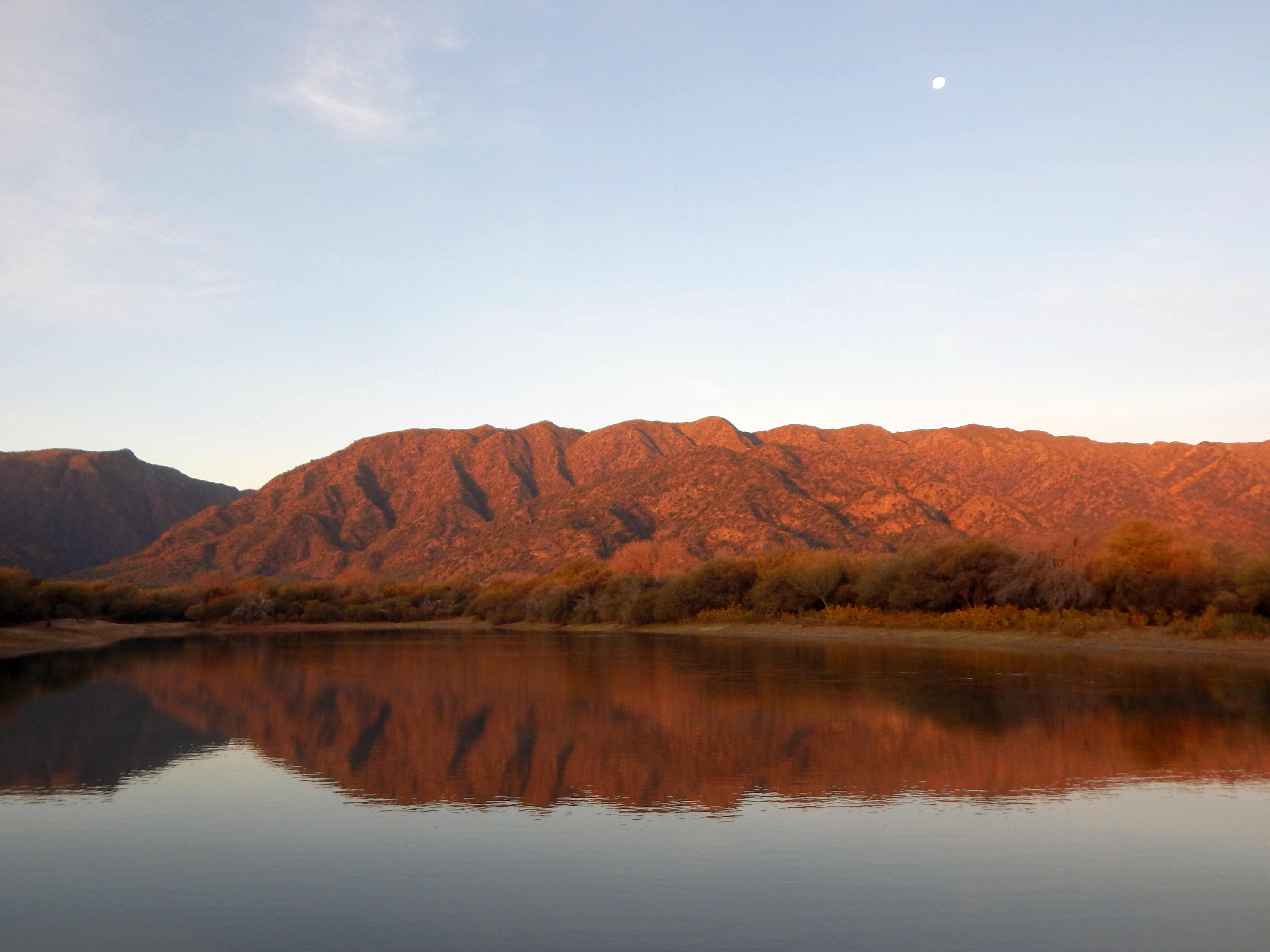
Represa en Chancaní, al fondo las sierras de Pocho.

El 16 de julio de cada año se llevan a cabo las tradicionales fiestas patronales, en honor a la Virgen del Carmen. Hay peñas y bailes, patios de comidas típicas y una feria de productores de la zona.

### Reserva natural Chancaní
Esta Reserva protege ambientes característicos como el Bosque Chaqueño de llanura y el Bosque o Chaco Serrano.

### Parque nacional Traslasierra
También conocido como Estancia Pinas. Cuenta con un área natural protegida que comprende 105 000 ha. Se encuentra ubicado en el cordón montañoso de las sierras de Pocho y la región de los Llanos Riojanos al límite con la provincia de La Rioja. Se estima que el área es hábitat de 230 especies de aves, 35 especies de mamíferos y 30 especies de reptiles.

### Los túneles
Elegido como una de las siete maravillas de Córdoba. Cinco túneles construidos en 1930, ubicados en un tramo de la ruta provincial 28 (antigua RN 20), paralela a la profunda Quebrada de la Mermela.

## Geografía

### Población
Cuenta con 572 habitantes (Indec, 2022), lo que representa un incremento del 35% frente a los 422 habitantes (Indec, 2010) del censo anterior.
| Gráfica de evolución demográfica de Chancaní entre 1991 y 2022 |
|                                                                |
| Fuente: Censos nacionales del INDEC                            |

### Sismicidad
La región posee sismicidad media; y sus últimas expresiones se produjeron:
- 22 de septiembre de 1908 (116 años), a las 17.00 UTC-3, con 6,5 Richter, escala de Mercalli VII; ubicación 30°30′0″S 64°30′0″O / -30.50000, -64.50000; profundidad: 100 km ; produjo daños en Deán Funes, Cruz del Eje y Soto, provincia de Córdoba, y en el sur de las provincias de Santiago del Estero, La Rioja y Catamarca.

- 16 de enero de 1947 (78 años), a las 2.37 UTC-3, con una magnitud aproximadamente de 5,5 en la escala de Richter (terremoto de Córdoba de 1947)[9]

- 28 de marzo de 1955 (70 años), a las 6.20 UTC-3 con 6,9 Richter: además de la gravedad física del fenómeno se unió el desconocimiento absoluto de la población a estos eventos recurrentes (terremoto de Villa Giardino de 1955)

- 7 de septiembre de 2004 (20 años), a las 8.53 UTC-3 con 4,1 Richter

- 25 de diciembre de 2009 (15 años), a las 21.42 UTC-3 con 4,0 Richter

- 2 de febrero de 2013 (12 años), a las 11:01 UTC-3 con 3,2 Richter[9]